# Nasief Morris
Nasief Morris (* 16. April 1981 in Kapstadt) ist ein südafrikanischer ehemaliger Fußballspieler.

## Karriere

### Im Verein
Nasief Morris begann seine Profikarriere beim Fußballverein FC Santos, einem Verein aus Kapstadt. 2001 wechselte der Innenverteidiger zum griechischen Erstligisten Aris Thessaloniki. Bei Aris wusste Morris von Beginn an durch gute Leistungen zu überzeugen und schaffte es, trotz seiner für einen Innenverteidiger geringen Körpergröße von 1,76 m, in die Stammformation seines Vereins. Im Sommer 2003 wechselte er schließlich zum Verein Panathinaikos Athen. Im Jahr 2004 gewann er mit Panathinaikos die griechische Meisterschaft und den Pokal. Ebenfalls wurde er zum besten Verteidiger der Saison gewählt. 2008 wurde Morris an Recreativo Huelva aus Spanien ausgeliehen, in der Saison darauf an Racing Santander. 2010 wechselte er nach Zypern und war ab 2011 bis zum Karriereende 2017 wieder in der Heimat aktiv.

### In der Nationalmannschaft
Morris gab 2004 in einem Freundschaftsspiel in London gegen Australien sein Debüt in der südafrikanischen Nationalmannschaft. 2008 nahm er als Stammspieler an der Afrikameisterschaft teil, scheiterte mit seiner Mannschaft aber bereits in der Vorrunde. Vom damaligen Nationaltrainer Joel Santana wurde er in das provisorische Aufgebot für den Konföderationen-Pokal 2009 berufen.

## Erfolge
- Griechischer Meister: 2004
- Griechischer Pokalsieger: 2004

## Auszeichnungen
- Bester Verteidiger Griechenlands: 2004

| Personendaten    | Personendaten                   |
| ---------------- | ------------------------------- |
| NAME             | Morris, Nasief                  |
| KURZBESCHREIBUNG | südafrikanischer Fußballspieler |
| GEBURTSDATUM     | 16. April 1981                  |
| GEBURTSORT       | Kapstadt, Südafrika             |